# Peixe-cachimbo-dourado
O peixe-cachimbo-dourado (Dunckerocampus pessuliferus), é uma espécie de peixe-cachimbo nativa do Oceano Pacífico, mas também já foi avistada no Oceano Índico, na costa da Austrália. Possui um corpo alongado, ósseo e amarelo com pequenas listras finas. Sua cauda é possui uma cor avermelhada. Seu focinho é alongado em formato de tubo, que utiliza para caçar copépodes. São frequentemente vistos no comércio de aquarismo, assim como seus parentes cavalos-marinhos. São peixes muito sensíveis a temperatura e salinidade, sendo recomendado para aquaristas mais experientes.
O peixe-cachimbo-dourado é nativo do Oceano Pacífico, podendo ser encontrado na Indonésia, nas Ilhas Banggai e Bali para as Filipinas, no arquipélago de Sulu para Wallis e Futuna. Também possui avistamentos no Oceano Índico, na costa da Austrália, no Território Norte.